# Tempo (All the Things She Said)
Tempo (All the Things She Said) è un singolo della cantante italiana Mara Sattei, pubblicato il 19 aprile 2024.

## Descrizione
Il brano è un campionamento di All the Things She Said delle t.A.T.u., uscito nel 2002. Sattei ha così descritto il riadattamento:

## Video musicale
Il video musicale, girato a Londra e diretto da Renato Lambo, è stato pubblicato in concomitanza all'uscita del brano attraverso il canale YouTube della cantante.

## Tracce
Testi e musiche di Sara Mattei, Elena Kiper, Ivan Šapovalov, Martin Kierszenbaum, Sergio Galoyan, Trevor Horn e Valerij Polienko.
1. Tempo (All the Things She Said) – 2:49